# María Ángela Holguín
María Ángela Holguín Cuéllar (13 de novembro de 1963) é uma política e diplomata colombiana. Foi ministra dos Negócios Estrangeiros da Colômbia entre 7 de agosto de 2010 e 6 de agosto de 2018. Foi também a 25ª Representante Permanente da Colômbia junto das Nações Unidas e embaixadora da Colômbia na Venezuela.

## Biografia
Nasceu em 13 de novembro de 1963, sendo filha de Júlio Holguín Umaña e de Lucila Cuéllar Calderón. É parente de Carlos e de Jorge Holguín Mallarino, nomeados brevemente como presidentes interinos da Colômbia nos períodos presidenciais de 1888-1892 e 1921-1922, respetivamente.
Holguín estudou na escola Gimnasio Femenino em Bogotá, e depois estudou francês na Université Paris X. Licenciou-se na Universidade dos Andes em 1988 com uma licenciatura em Ciência Política, tendo também concluído uma especialização em Gestão Pública e Instituições Administrativas em 1992.
Em 2010, enquanto era a Representante da Colômbia no Banco de Desenvolvimento da América Latina em Buenos Aires, o então presidente eleito Juan Manuel Santos Calderón nomeou-a para chefiar o Ministério dos Negócios Estrangeiros. A nomeação de Holguín foi saudada como uma jogada política sábia, dado os problemas diplomáticos na região após a crise diplomática andina de 2008. A embaixada de Holguín na Venezuela foi vista como o apoio tácito que lhe permitiu enfrentar a détente diplomática entre as nações irmãs, enquanto o seu trabalho com o Banco de Desenvolvimento da América Latina sinalizou o desejo de Santos de fortalecer os laços com o resto do continente.
Antes de tomar posse, Holguín acompanhou o presidente eleito Santos na sua primeira viagem ao estrangeiro depois de ter sido eleito, assumindo o papel diplomático durante os seus encontros com o primeiro-ministro britânico David Cameron e a chanceler alemã Angela Merkel. Holguín, como chanceler indigitada, também liderou conversações com o chanceler venezuelano Nicolás Maduro, que liderou a renovação dos laços diplomáticos com a nação vizinha, que foram posteriormente formalizados num encontro realizado em Santa Marta entre os dois presidentes. Holguín deslocou-se então ao Equador para se encontrar com o Ministro dos Negócios Estrangeiros equatoriano, Ricardo Patiño, para convencer Quito a renovar os laços diplomáticos e a convidar pessoalmente o Presidente Rafael Correa para comparecer à tomada de posse, um feito que conseguiu, apesar de o Equador ter um mandado de detenção para Santos pelas suas ações como Ministro da Defesa Nacional da Colômbia.